# Шатилов, Иосиф Николаевич
Иосиф Николаевич Шати́лов (6 [18] апреля 1824, Москва — 26 декабря 1889  [7 января 1890], Москва) — общественный деятель, селекционер, основатель одной из первых в России опытных селекционных станций.
Дворянский род Шатиловых восходит к древнему литовскому роду Шатило. Одна из ветвей рода Шатило перешла на службу Московскому государству и в XVII веке их потомкам были пожалованы земли на территории нынешних Орловской и Калужской областей, а в XVIII веке и в Крыму. В 1672 году предок И. Н. Шатилова — Фёдор Мокеевич, получил по наследству вотчину в селении Моховом Новосильского уезда Тульской губернии, которое впоследствии стало родовым имением дворян Шатиловых.
В собственных воспоминаниях Иосиф Николаевич отмечал, что началом его научных занятий в области естествознания явилось собирание энтомологической коллекции под руководством итальянского путешественника Гаэтано Оскулати, на вилле которого осенью 1838 года они проживали с отцом во время нахождения в Италии.
Его любимым развлечением была фотография и рисование, имел страсть охотиться на волков.

## Биография
Родился в Москве 6 (18) апреля 1824 года. Детские годы проводил с семьёй в имениях Паньково и Моховое; в зимнее время семья переезжала в Москву. Деревенская жизнь и общение с природой повлияли на его дальнейшую судьбу и привили любовь к естествознанию. Воспитание получил домашнее, свободно владел французским, немецким и итальянским языками. Его отец Николай Васильевич — тульский губернский предводитель дворянства много внимания уделял устройству своих родовых имений в Тульской губернии. Мать — Наталья Павловна Шатилова (Голохвастова). Был женат на Марии Вильгельмовне Олив. В браке имел двух сыновей —  Николая (1852—1920; умер в Петрограде 1 января 1920 года, похоронен на кладбище Александро-Невской лавры) и Ивана (1858—?).
В 1841 году Иосиф приехал в Петербург для поступления в Корпус инженеров путей сообщения. Готовясь к экзаменам он, как вольнослушатель, посещал в университете лекции по зоологии и другим, интересующим его предметам, зоологический музей академии наук, а также упражнялся в препарировании птиц. В результате экзамены в Корпус инженеров он провалил.
В 1843-м экстерном успешно сдал экзамены за университетский курс в Харьковском университете и устроился на службу в канцелярию керченского градоначальника. Одновременно занимался сельским хозяйством в имении своего дяди И. В. Шатилова в Джапари. Неоднократно принимал участие в раскопках керченских курганов со своим сослуживцем — заведующим керченским музеем М. И. Бларенбергом, во время отъездов которого заменял его и самостоятельно управлял проведением работ. Благодаря научной и общественной деятельности, а также своей эрудиции он в 1849 году избрался на должность почётного смотрителя Керченского городского училища, а в 1850 году — уездным предводителем ялтинского дворянства. В 1852 году оставил службу и принял в управление общее с дядей обширное (18 тысяч десятин земли) имение Тамак в Феодосийском уезде на берегу Сиваша, где при содействии своего друга Г. И. Радде, положил основание своей коллекции птиц Таврического полуострова, которую в 1869 году подарил Зоологическому музею Московского университета и в следующем году стал почётным членом Московского университета. Интерес для науки представляли публикации Шатилова о диких лошадях — тарпанах. Он был первым в науке, высказавший утверждение, что тарпаны не одичавшие лошади, а первобытный дикий вид зверей. Две его работы «Письмо Я. Н. Калиновскому. Сообщение о тарпанах» и «Сообщение о тарпанах» положили начало научному изучению диких лошадей. В 1854 году Шатилов избирается действительным членом Императорского московского общества сельского хозяйства (МОСХ), а в 1864 — его президентом и бессменно оставался им до конца своей жизни. В 1858 году И. Н. Шатилов стал одним из основателей созданного при обществе комитета акклиматизации растений. Он проявил себя и как активный общественный деятель: руководил деятельностью нескольких общественных организаций; в 1847 году был избран членом Лебедянского общества сельского хозяйства; являлся почётным членом Московского и Харьковского университетов; с 1866 года — член-корреспондент учёного комитета Министерства госимуществ; во Франции избирался вице-президентом секции Парижской сельскохозяйственной академии и членом 31-го научного и сельскохозяйственного общества России и Франции. А также был почётным членом многих других сельскохозяйственных и научных обществ и организаций.
После эмиграции крымскотатарского населения из Крыма, которое усилилось в середине XIX века, и заселении пустующих земель выходцами из разных районов Российской империи, Иосиф Николаевич получил земли в степной части на северо-востоке полуострова — в округе деревни Корпе. Здесь им была обустроена усадьба с постройкой двухэтажного особняка, заложен фруктовый сад и организовано образцовое хозяйство. Для защиты урожая зерновых культур от сильных степных ветров были высажены лесополосы. Эта Шатиловская усадьба в селе Цветущем ныне считается «архитектурной изюминкой Крыма».
В своих родовых имениях в Новосильском уезде он стал самостоятельно хозяйствовать с 1864 года (после смерти дяди И. В. Шатилова). Шатиловы старались не дробить родовые поместья между своими наследниками и владели ими совместно. Вместе с дядей он ещё в 1858 году (до отмены крепостного права) предлагал своим крестьянам в имениях Мохового принять проект устройства, по которому они освобождались от крепостной зависимости «на условиях сельского благоустройства» с общинным управлением и наделялись правом пользования «оброчной землёй»; крестьяне, уже ожидавшие реформы и надеявшиеся на бесплатную передачу им земли, на это предложение не согласились. В процессе крестьянской реформы моховские крестьяне не пострадали благодаря гуманности помещиков. С 1880 по 1886 год являлся уездным предводителем Новосильского дворянства. В моховском имении был выведен новый сорт Шатиловской пшеницы, которая в 1866 году была удостоена бронзовой медали на Парижской выставке, также широкую известность получил Шатиловский овёс, который отличался крупным зерном и превосходными кормовыми качествами. В 1862 году на заседании Московского общества сельского хозяйства Шатилов предложил организовать в России сеть научных сельскохозяйственных опытных станций. После его смерти младшим сыном Иваном в 1896 году было безвозмездно передано государству 60 десятин земли, для устройства семеноводческой опытной станции. И с 1898 года на моховской земле приступила к научным изысканиям одна из первых четырёх государственных сельскохозяйственных опытных станций — Шатиловская. Большой вклад Иосифом Николаевичем был внесён в историю русского лесного хозяйства. Он продолжил дело, начатое его управляющим Ф. Х. Майером — лесоразведение. В искусственно поливаемом питомнике выращивали саженцы ценных древесных пород, которыми обеспечивали потребности для помещичьих имений губерний центральной России.
Внезапно умер 26 декабря 1889 (7 января 1890) года. Похоронен по собственному завещанию в своём родовом имении Моховом возле Казанской церкви.

## Награды, благодарности
- Высочайшее благоволение за заслуги в сельском хозяйстве (1866);
- Серебряная медаль МОСХ за работы по выведению первого в России японского дубового шелкопряда Bombyx Iamamai (1866);
- пожалован чин статского советника (1870);
- Высочайшее благоволение за устройство сельхозотдела выставки Политехнического музея (1872);
- Золотая медаль, учреждённая Императорским Вольным экономическим обществом в память Ф. Х. Майера за разведение лесных плантаций (1877);
- Золотая медаль московского отделения Лесного общества за 50-летнюю деятельность по лесоразведению (1885);
- Золотая медаль и премия в 500 полуимпериалов от Министерства госимуществ за труды по лесоразведению (1886);
- Орден Святого Станислава 1 степени (1888);
- именная Большая золотая медаль МОСХ за заслуги 25-летнего президентства (1889)

Кроме этого за работы в области сельского хозяйства с 1864 по 1889 год он получил 20 наград, в том числе две парижские медали 1-го класса и 5 золотых медалей.

## Некоторые работы (статьи, брошюры, доклады)
С 1858 года Шатиловым было напечатано свыше 50 брошюр, статей и докладов по различным вопросам сельского хозяйства и близким к ней отраслям, а также пять трудов по зоологии, в том числе две на немецком языке.
- И. Н. Шатилов. Несколько слов о годовом заработке крестьянского тягла // Русский вестник : журнал. — 1858. — № 6.
- И. Н. Шатилов. О лесном питомнике села Моховое // Сельское хозяйство : журнал. — 1862. — № 2.
- И. Н. Шатилов. Заметки по введению вольнонаёмного труда // Сельскохозяйственные беседы в Императорском Московском обществе сельского хозяйства : доклад. — 1863. — № беседы 2.
- И. Н. Шатилов. О сельскохозяйственном образовании в России : брошюра. — 1864.
- И. Н. Шатилов. Какое участие в деле развития сельского хозяйства должны принять у нас земские учреждения // Сельскохозяйственные беседы в Императорском Московском обществе сельского хозяйства : доклад. — 1866. — № беседы 1.
- И. Н. Шатилов. О мерах сохранения лесов // Сельскохозяйственные беседы в Императорском Московском обществе сельского хозяйства : доклад. — 1866. — № беседы 2.
- И. Н. Шатилов. Опыт разведения японского дубового шелкопряда в с. Моховом // Журнал заседаний : журнал. — 1866. — № 7.
- И. Н. Шатилов. О мерах к развитию в России молочного хозяйства на артельном начале : брошюра. — 1869.
- И. Н. Шатилов. Что должны делать русские сельские хозяйства для получения хороших посевных семян // доклад на 2-м съезде сельского хозяйства. — 1870. — 26 декабря.
- И. Н. Шатилов. О мерах к развитию русского сельского машиностроения // Труды Императорского Московского общества сельского хозяйства : журнал. — 1881. — № 5.
- И. Н. Шатилов. Сообщение о тарпанах // тип. А. А. Левенсона : брошюра. — 1884.
- И. Н. Шатилов. Заметка о крымских овцах-маличах и о способности их к акклиматизации в Тульской губернии // Труды Императорского Московского общества сельского хозяйства : журнал. — 1887. — № 20.
- И. Н. Шатилов. Об Елецком первом земском элеваторе // Труды Императорского Московского общества сельского хозяйства : журнал. — 1889. — № 26.